# Alfred Khevenhüller
Říšský hrabě Alfred z Khevenhülleru (německy Alfred Reichsgraf zu Khevenhüller-Metsch, 26. července 1852 Budín – 23. prosince 1911 Osterwitz) byl rakouský šlechtic a politik německé národnosti z Korutan, na počátku 20. století poslanec Říšské rady.

## Život
Studoval v Kalksburgu a absolvoval Tereziánskou vojenskou akademii ve Vídeňském Novém Městě. Byl pánem v korutanském Osterwitzi a dolnorakouském Pellendorfu. Sloužil v armádě. Do výslužby odešel v roce 1872 jako poručík u dragounů. Roku 1878 se účastnil tažení do Bosny. Do armády se ještě vrátil v letech 1882–1888. Měl hodnost rytmistra.
Působil i jako poslanec Říšské rady (celostátního parlamentu Předlitavska), kam usedl ve volbách roku 1901 za kurii velkostatkářskou v Korutanech.
Ve volbách do Říšské rady roku 1901 se uvádí jako kandidát Strany ústavověrného velkostatku.
Zemřel v prosinci 1911 na zámku v korutanském Osterwitz.

## Rodina
Ve Vídni se 27. listopadu 1888 oženil s hraběnkou Melanií Erdődy (3. 5. 1861 Vídeň – 7. 5. 1954 zámek Niederosterwitz nebo Sankt Veit an der Glan[zdroj?]). Měli spolu tři děti.
- 1. František Eduard (3. 12. 1889 Vídeň – 31. 10. 1977 Sankt Veit an der Glan), 8. kníže z Khevenhüller-Metsch
  - ⚭ (1913) Anna Marie z Fürstenbergu (19. 3. 1894 Lány – 19. 8. 1928 Freiburg im Breisgau)
- 2. Jiří (14. 3. 1891 Vídeň – 14. 1. 1980 Friesach, Korutany)
- 3. Antonie (6. 4. 1897 Vídeň – 22. 4. 1986 Coyhaique)
  - I. ⚭ (1927) Bohuslav Kolowrat-Krakowský-Liebsteinský (11. 10. 1876 Rychnov nad Kněžnou – 26. 8. 1934 Praha)
  - II. ⚭ (1939) Vilém Kolowrat-Krakowský-Liebsteinský (14. 3. 1888 Rychnov nad Kněžnou – 11. 12. 1965 Coyhaique)